# برنامج هاملت الاستراتيجي
برنامج هاملت الاستراتيجي (بالإنجليزية: Strategic Hamlet Program)‏ (بالفيتنامية: Ấp Chiến lược)‏ (بالعربية: برنامج القرية الاستراتيجي) هو برنامج بدأ في عام 1961 أثناء حرب فيتنام. هذا البرنامج الأمريكي الفيتنامي الجنوبي المشترك حاول إعادة توطين سكان المناطق الريفية في معسكرات محصنة. وعزلهم عن المسلحين الشيوعين.

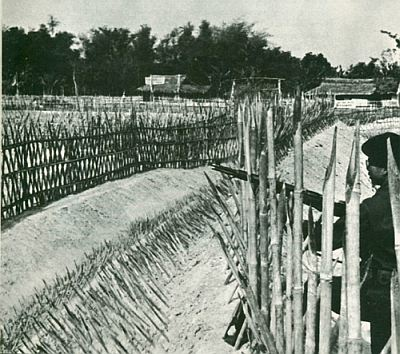
قرية إستراتيجيه في جنوب فيتنام في عام 1964.

في عام 1962، بدأت حكومة جنوب فيتنام بتنفيذ برنامج هاملت الاستراتيجي بعد أن حصلت على الدعم والمشورة والتمويل من قبل الولايات المتحدة. وكانت فكرة البرنامج تتمثل في عزل السكان من المسلحين الشيوعيين المعروفين بـ «الفيت كونغ»، وتوفير التعليم والرعاية الصحية، وتعزيز سيطرة الحكومة على الريف. وقد لعب برنامج هاملت الاستراتيجي، إلى جانب سلفه، برنامج تنمية المجتمع الريفي، دوراً هاماً في تشكيل الأحداث في جنوب فيتنام خلال أواخر الخمسينات وأوائل الستينات. حاولت كل هذه البرامج إنشاء مجتمعات جديدة من «القرى الصغيرة المحمية». وتوفير الحماية والدعم الاقتصادي والمساعدة للفلاحين الريفيين من قبل الحكومة الفيتنامية الجنوبية، وكان المأمول تحسين العلاقات بين سكان الريف وحكومة جنوب فيتنام، بالإضافة إلى حصول حكومة جنوب فيتنام على الولاء من قبل الريفيين وقطع علاقتهم بالفيت كونغ.
فشل برنامج هاملت الاستراتيجي فشلًا ذريعًا، مما أدى إلى انحياز الفلاحين إلى الفيت كونغ، وتعاطفهم معهم؛ لشعورهم أنهم لا يشكلون أيّ تهديد لهم. واشتدت مشاعر الكراهية للحكومة والسخط على رجالها. وخاب الفلاحون، الذين قبلوا الانضمام إلى جماعات الدفاع الذاتي، لدى رفض الحكومة إمدادهم بالأسلحة. كما أن كثيراً منهم، تعرضوا لاستغلال موظفين رسميين، استرشوهم مقابل حصصهم من السماد، ومياه الري، والرعاية الصحية، والتعليم، والخدمات الأخرى. كذلك ساهم هذا البرنامج بنمو تأثير الفيت كونغ. وبعد الإطاحة بالرئيس نغو دينه ديم في انقلاب نوفمبر 1963، تم إلغاء البرنامج. وانتقل الفلاحون إلى منازلهم القديمة أو أصبحوا لاجئين. وكان فشل برنامج هاملت الاستراتيجي وغيره من برامج مكافحة التمرد والتهدئة من الأسباب التي دفعت الولايات المتحدة إلى اتخاذ قرار بالتدخل في جنوب فيتنام من خلال الضربات الجوية والقوات البرية.

## خلفية تاريخية والبرامج السابقة
في عام 1952، أثناء الحرب الهندوصينية الأولى والتي بدأت عام 19 ديسمبر 1946 وانتهت في 1 أغسطس 1954، بدأ القائد الفرنسي فرانسوا دي ليناريس، ببناء «القرى المحمية» في مدينة تونكين، والتي أطلق عليها الفرنسيون فيما بعد اسم أغروفيلس. وكان هدف الفرنسيون وراء بناء قرى أغروفيلس جذب الفلاحين بعيداً عن قراهم. كانت هذه السياسة معروفة بـ «التهدئة بالازدهار». بالإضافة إلى تقديم فوائد اجتماعية واقتصادية للفلاحين، شجع الفرنسيون أيضًا الفلاحين على تطوير ميليشياتهم الخاصة، والتي قام الفرنسيون بتدريبها وتسليحها. حققت «التهدئة بالازدهار» بعض النجاح، لكنها لم تكن حاسمة أبدًا، لأن الفلاحين شعروا بعدم الأمان.
بين عامي 1952 و 1954، قام المسؤولون الفرنسيون بنقل ما يقارب 3 ملايين فيتنامي إلى أغروفيلس، ولكن المشروع كان مكلفًا جدًا. وللمساعدة في تعويض الخسائر اعتمد الفرنسيون جزئياً على الدعم المالي الأمريكي. وفقا لمصدر فيتنامي خاص، «أنفقت الولايات المتحدة حوالي 200 ألف دولار على قرية أغروفيلس في دونج تشوان.» ولأن الفرنسيون كانوا مترددين في منح فيتنام استقلالها، أو السماح للفيتناميين بادارة الشؤون الحكومية.فشل برنامج أغروفيلس.
وبعد انتهاء الحرب الهندوصينية الأولى انطلق مؤتمر جنيف عام 1954، حيث تم تقسيم فيتنام مؤقتًا إلى شطرين الأول يعرف بفيتنام الشمالية والاخر يعرف بفيتنام الجنوبية ويفصل بينهما خط العرض 17 حتى تجرى الانتخابات العامة في 1956 لإنشاء حكومة موحدة وتوحيد فيتنام.
ابتداءً من عام 1954، تعرض المتعاطفون مع الفيت مين في الجنوب لقمع متصاعد من قبل حكومة نغو دينه ديم، ولكن بحلول ديسمبر 1960، تم تشكيل الجبهة الوطنية لتحرير جنوب فيتنام والمعروفة بـ «الفيت كونغ» وسرعان ما تمكنت من السيطرة على أجزاء كبيرة من الريف الفيتنامي الجنوبي. في ذلك الوقت، يُعتقد أن هناك ما يقارب من 10.000 متمرّد شيوعي في جميع أنحاء جنوب فيتنام.
في فبراير 1959، مع إدراك الخطر الذي يشكله المتمردون إذا حصلوا على دعم الفلاحين، قام الرئيس نغو دينه ديم وشقيقه نجو دنه نهو، بالمحاولة الأولى لإعادة التوطين. حيث تم وضع خطة أن تنشئ القرى الإستراتيجية في أماكن القرى الأصلية المدمرة أو قربها. ونقل الفلاحين لها من خلال القوة أو الحوافز، وتم إرسال الفلاحين في المجتمعات الريفية إلى هذه القرى. وكان الهدف الأساسي للقرى الإستراتيجية هو منع الفلاحين من تقديم المعونة والمعلومات والولاء إلى الفيت كونغ.
وضعت حكومة فيتنام الجنوبية نوعين من القرى الاستراتيجة.
- النوع الأول (qui khu)، وهو مخصص لعائلات وأقارب أعضاء الفيت كونغ، أو الأشخاص الذين ارتبطوا بالفيت مين من أجل توفير مراقبة حكومية أسهل.
- النوع الثاني (qui ap)، وهو مخصص للعائلات الموالية للحكومة الفيتنامية الجنوبية التي تعيش في مناطق خارج حماية الحكومة والتي كانت عرضة لهجمات الفيت كونغ. بحلول عام 1960، كان هناك ثلاثة وعشرون من هذه القرى، كل منها يتألف من عدة آلاف من المستوطنين.[5]

إستراتيجية إعادة التوطين خلقت ردة فعل قوية من الفلاحين وأجبرت الحكومة الفيتنامية الجنوبية على إعادة التفكير في استراتيجيتها. وصف تقرير أعدته مجموعة كارافيل، والذي تم توقيعه من قبل ثمانية عشر شخصُا، من بينهم قادة الطائفتين الدينيتين كاو دائية وهوا هاو، وكذلك قادة من وداي فييت، وجماعات كاثوليكية معارضة، الموقف على النحو التالي: 
يتم حشد عشرات الآلاف من الناس... لحياة جماعية، لإنشاء قرية أغروفيلس جميلة ولكنها عديمة الجدوى والتي تتعب الناس، وتفقدهم عاطفتهم، وتزيد من استيائهم، والأهم من ذلك كله تزيد من تأثير دعاية العدو.

## المفهوم
في أواخر عام 1961، أرسل الرئيس جون كينيدي روجر هيلسمان، الذي كان حينها مديراً لمكتب الاستخبارات والأبحاث التابع لوزارة الخارجية الأمريكية، لتقييم الوضع في فيتنام. هناك التقى هيلسمان بالسير روبرت طومسون، رئيس البعثة البريطانية الاستشارية لجنوب فيتنام (BRIAM). كان طومسون أحد المحاربين القدماء الذين شاركوا في مكافحة التمرد أثناء الطوارئ المالايوية وكان أيضا مستشار لمكافحة التمرد لحكومة نغو دينه ديم. شارك طومسون نظامه المعدل لإعادة التوطين وحماية السكان، وهو النظام الذي اقترحه لدييم والذي سيصبح في النهاية مايعرف بـ «برنامج هاملت الاستراتيجي». إستراتيجية طومسون، الذي تبناه نغو دينه ديم، تقوم على أن الأولوية تكون للسيطرة على سكان الريف وهم الفيتناميين الجنوبيين بدلاً من قتل المتمردين الشيوعيين. وإعطاء الشرطة وقوات الأمن المحلية الدور الأكبر في مكافحة التمرد في نفس الوقت يقوم الجيش الفيتنامي الجنوبي بعمليات التمشيط.
بعد اجتماعاته مع طومسون، في 2 فبراير 1962، وصف هيلسمان مفهومة لبرنامج هاملت الاستراتيجي في وثيقة سياسية بعنوان «المفهوم الاستراتيجي لجنوب فيتنام»، والتي قرأها الرئيس كينيدي وأقرها. اقترح هيلسمان قرى إستراتيجية محصنة بشكل كبير. تحميها مدافع المواقع العسكرية القريبة، وتحيط بها صفوف من الأسلاك الشائكة وأسوار البامبو، تتخللها خنادق مملوءة بالألغام، تليها تحصينات أسمنتية على الفواصل والممرات، مع أبراج مراقبة في كلِّ الاتجاهات.
اقترح هيلسمان حماية كل قرية إستراتيجية من خلال مجموعة الدفاع الذاتي المكونة من 75 إلى 100 رجل مسلح. وستقوم مجموعة الدفاع الذاتي بالدفاع عن القرية الاستراتيجية، وفرض حظر التجول، وفحص بطاقات الهوية، وإخراج الشيوعيين المتطرفين". كان الهدف منع جنود الفيت كونغ والموالين لهم من الوصول إلى سكان الريف جسديا وسياسيا.
الخطوة الأولى في إنشاء قرية صغيرة إستراتيجية هو عد الفلاحين المراد نقلهم من قبل حكومة جنوب فيتنام. بعد ذلك، سيطلب من القرويين بناء التحصينات وتحديد أفراد قوة الدفاع الذاتي وتدريبهم وتسليحهم. ثم يتم تسجيل الفلاحين وإعطائهم بطاقات هوية ويتم مراقبة تحركاتهم. وخارج القرى الاستراتيجية تعتبر «مناطق نار حرة». أي أن أي فرد يظهر في مناطق النار الحرة هو مقاتل عدو يمكن استهدافه بحرية بالأسلحة.
وستقوم حكومة جنوب فيتنام من جانبها بتقديم المساعدة للقرية الاستراتيجية وبناء «قاعدة اجتماعية سياسية أساسية» من شأنها أن تقضي على العادات القديمة وغرس قِيم فيتنام الجنوبية في الفلاحين.

أوجز الرئيس نغو دينه ديم في خطاب ألقاه في أبريل عام 1962 حول آماله في البرنامج:
... تمثل القرى الإستراتيجية العناصر الأساسية في الحرب التي شنها شعبنا ضد أعدائنا الثلاثة: الشيوعية، والاختلاف، والتخلف. وتمثل أيضًا أساس المجتمع الفيتنامي حيث يتم مراجعة القيم وفقًا للثورة الشخصية حيث سيؤدي الإصلاح الاجتماعي والثقافي والاقتصادي إلى تحسين الظروف المعيشية من الطبقة العاملة الكبيرة حتى أبعد قرية.
كان القائد العسكري الأمريكي في فيتنام، الجنرال ليونيل سي. ماكجر، متشككا في البداية من نجاح برنامج هاملت الاستراتيجي، خاصة لأنه أعطى الشرطة وقوات الأمن المحلية الدور الأهم في مكافحة التمرد بدلاً من العمل العسكري ضد المتمردين. كما اعترض الجيش الأمريكي على هدف البرنامج الذي يركز على أكثر المناطق المأهولة بالسكان في جنوب فيتنام. حيث كان الجيش الأمريكي يرغب في التركيز على المناطق التي كان التأثير الشيوعي فيها أكبر. بعد تقديم التنازلات لتأمين اتفاقية الولايات المتحدة، بدأ برنامج هاملت الاستراتيجي التنفيذ في مارس 1962.

## عملية الشروق
بدأت «عملية الشروق» في 19 مارس 1962 في محافظة بنه ديونغ، على حدود مدينة سايغون من جهة الشمال. حيث تأثرت المقاطعة بشدة بالفيت كونغ، خاصة في منطقة المثلث الحديدي والذي يعتبر معقل الفيت كونغ. كان اختيار محافظة بنه ديونغ مخالفًا لنصيحة طومسون والتي هي اختيار منطقة أمنة كمرحلة أولى لبرنامج هاملت الاستراتيجي. وقدمت الوكالة الأمريكية للتنمية الدولية 21 دولاراً لكل أسرة لتعويض المزارعين عن فقدانهم لممتلكاتهم عندما أُجبروا على الانتقال إلى القرى الاستراتيجية. ومن أصل 210 عائلة تم نقلها 140 منهم تم نقلها تحت تهديد السلاح. وقام الجنود الفيتناميين الجنوبيين باحراق القرى القديمة لاجبار الأسر الفيتنامية على الانتقال للقرى الاستراتيجية. بحلول شهر مايو ذكرت صحيفة جنوب فيتنام المملوكة للحكومة أن 7٪ أي 38.000 فلاح قد تم نقلهم إما طوعًا أو بالقوة إلى القرى الاستراتيجية.

## معضلة البرنامج
على الرغم من أن العديد من صناع القرار في كل من حكومة الولايات المتحدة وحكومة جنوب فيتنام اتفقوا على أن برنامج هاملت الاستراتيجي كان قويًا نظريًا، إلا أن تنفيذه الفعلي كان ناقصًا لعدة أسباب. ادعى روجر هيلسمان لاحقاً أن تنفيذ برنامج هاملت الاستراتيجي يشكل «سوء فهم تام لما ينبغي القيام به.»
كانت سرعة تنفيذ البرنامج أحد الأسباب الرئيسية لفشل البرنامج في نهاية المطاف. أفادت تقارير البنتاغون أنه في سبتمبر 1962، تم إيواء 4.3 مليون شخص في 3.225 قرية مكتملة، مع أكثر من ألفي قرية قيد الإنشاء. بحلول يوليو 1963، تمت توطين أكثر من ثمانية ملايين ونصف المليون شخص في 7.205 قرية إستراتيجية وفقاً للأرقام التي أعلنتها الصحافة الفيتنامية الجنوبية. وفي أقل من عام، تضاعف عدد القرى الاستراتيجية المكتملة وعدد سكانها. وبالنظر إلى هذا المعدل السريع للبناء، لم تتمكن حكومة جنوب فيتنام من دعم أو حماية القرى الاستراتيجية أو سكانها بشكل كامل، على الرغم من التمويل المقدم من حكومة الولايات المتحدة. واستطاع متمردو الفيت كونغ بكل سهولة اختراق القرى الاستراتيجية بسبب غياب الدعم وضعف الدفاعات، وتمكنوا من الوصول إلى الفلاحين الفيتناميين الجنوبيين. بحلول نهاية عام 1963 كان فقط عشرين بالمائة من القرى الاستراتيجية في منطقة دلتا ميكونغ كانت تحت سيطرة حكومة فيتنام الجنوبية. في مقابلة وصف أحد سكان قرية فينه لونج الوضع قائلاً: "إن الأمر خطير في قريتي لأن الحرس المدني من مقر المحافظة لايعبر النهر إلى قريتي الا في النهار فقط ... تاركًا القرية بلا حماية في الليل. لذلك لا يتمتع سكان القرية بالحماية من الفيت كونغ لذا لن يقوموا سكان القرية بإبلاغ السلطات عن المتمردين.
هناك العديد من المشاكل الهامة الأخرى التي واجهتها حكومة جنوب فيتنام مثل العجز في توفير الاحتياجات الاجتماعية الأساسية للفلاحين. وأيضاً العجز في اختيار المواقع الآمنة والصالحة للزراعة لانشاء القرى الاستراتيجية عليها. ومع ذلك، وفقا لوثائق البنتاغون، كان أهم مصدر لفشل البرنامج هو الطبيعة الغير المرنة لعائلة الرئيس نغو دينه ديم.
في عام 1962، ترأس نجو دنه نهو، شقيق الرئيس نغو دينه ديم، برنامج هاملت الاستراتيجي، في محاولة لبناء القرى الاستراتيجية التي توفر الأمن للفييتناميين الريفيين، وعزل الفيت كونغ عن القرى ومنع اتصالهم بالفلاحين. وأشرف الكولونيل فام نغوك ثاو على هذه الجهود، وعندما تم إخباره بأن الفلاحين مستاءون من الإبعاد القسري من أراضي أجدادهم ووضعهم في الحصون التي كانوا مجبورين على بنائها، قدم الكولونيل فام نغوك ثاو النصيحة لنجو دنه نهو بضرورة بناء أكبر عدد من القرى الاستراتيجية في أسرع وقت ممكن. لم تكن تعلم عائلة الرئيس نغو دينه ديم بأن الكولونيل فام نغوك ثاو يتظاهر بأنه كاثوليكي وهو في الحقيقة عميل مزدوج شيوعي يعمل على تحويل السكان الريفيين ضد سايغون وضد حكومة نغو دينه ديم، وسعى الكولونيل فام نغوك ثاو في إجهاض برنامج هاملت الاستراتيجي من خلال إنشاء القرى الاستراتيجية في مناطق نفوذ الشيوعيين. التي أدت إلى انضمام أفواج الفلاحين إلى معسكرات الفيت كونغ ولأن الفلاحين المنظمين للفيت كونغ يمتلكون بطاقات هوية تخولهم للدخول إلى القرى الاستراتيجية. تمكن الفيت كونغ من اختراق القرى بكل سهولة ودون علم الحكومة الفيتنامية الجنوبية واستطاعوا الحصول على الإمدادات والمعلومات والمجندين.

### الترحيل القسري
في أفضل السيناريوهات، فإن إعادة هيكلة قرى الفلاحين لخلق محيط يمكن الدفاع عنه يتطلب نقل بعض الفلاحين قسراً من القرى القديمة الموجودة. ومن أجل تخفيف العبء، كان من المفترض أن يتم تعويض أولئك الذين أجبروا على الارتحال مالياً، ولكنهم لم يتلقوا التعويضات دائما من قبل القوات الحكومية. ومما زاد الطين بلة، حرقت منازلهم القديمة في كثير من الأحيان أمام أعينهم. وأجبر هؤلاء الناس على بناء منازل جديدة بأيديهم وعلى نفقتهم الخاصة. ومما زاد من تفاقم الأوضاع كانت الأيام الطويلة من العمل القسري الذي أجبرته الحكومة الفيتنامية الجنوبية على الفلاحين، مما دفع نعوم تشومسكي إلى مقارنة القرى الاستراتيجية بـ «معسكرات اعتقال افتراضية».
قرر الرئيس نغو دينه ديم وشقيقه نجو دنه نهو الذي أشرف على البرنامج، - وعلى النقيض تمامًا من فكرة هيلسمان وطومسون - أنه في معظم الحالات، سيقومون بتدمير القرى ونقل جميع سكانها إلى قرى إستراتيجية بدلاً من مجرد إعادة هيكلة القرى. أدى هذا القرار إلى إعادة توطين قسري واسع النطاق، هذا القرار سبب موجة غضب عارمة بين الفلاحين. يعتنق معظم الفلاحون البوذية، وعطلت شعائر عبادتهم أثنناء إجبارهم على الخروج من قراهم وبعيدًا عن مقابر أسلافهم وبيوت أجدادهم. وبعض الذين قاوموا إعادة التوطين أعدموا على يد قوات الجيش الفيتنامي الجنوبي.

### الفساد
التعويضات التي وعدت بها الحكومة الفيتنامية الجنوبية للفلاحين الذين أعيد توطينهم لم تعطى لهم بل ذهبت لجيوب مسؤولي الحكومة الفيتنامية الجنوبية. وقد وعدت الحكومة الفيتنامية الجنوبية الفلاحون بأجور مقابل بنائهم للقرى الاستراتيجية والتحصينات؛ ولكن احتفظ بعض المسؤولين الفاسدين بالمال لأنفسهم. في بعض الأحيان كان الفلاحون الأغنى يرشون المسؤولين لاستبعادهم عن العمل في بناء القرى الاستراتيجية، مما جعل الفلاحين الفقراء يتحملون مسؤولية بناء القرى وحدهم. وعلى الرغم من أن الولايات المتحدة قدمت مواد مثل الصفائح المعدنية والأسلاك الشائكة، إلا أن المسئولون الفاسدون أجبروا في بعض الأحيان الفلاحون على شراء المواد التي تهدف إلى توفير الحماية لهم.

### العيوب الأمنية
ربما كان أكبر عيب في برنامج هاملت الاستراتيجي هو غياب الأمن الأساسي الذي تصوره مؤيدوا البرنامج. وكان هذا الفشل يرجع جزئيا إلى المناطق التي بنيت فيها القرى الاستراتيجية. وهو تجاهل صريح لخطة "لطخة الزيت" التي تقول "أنشئ القرى الاستراتيجية أولاً في المناطق الآمنة، ثم انتشر"، حيث بدأت الحكومة الفيتنامية الجنوبية ببناء القرى الاستراتيجية في أسرع وقت ممكن وبدون النظر إلى"الأولويات الجغرافية"، وفقاً لمسؤول أمريكي أنه "تناثرت القرى الإستراتيجية، في أغلب الأحوال، عشوائياً مما سمح بعزلها، وتحولت إلى اهداف مغرية للفيت كونغ.
أعطيت كل قرية محطة إذاعية لطلب الدعم من الجيش الفيتنامي الجنوبي، ولكن في الواقع كانت قوات الجيش الفيتنامي الجنوبي لا تستجيب لنداءات المساعدة، وخاصة عندما تقع الهجمات في الليل. كما تم تزويد الفلاحين بالأسلحة وتم تدريبهم عليها من أجل الدفاع عن القرية حتى وصول التعزيزات. وبمجرد أنه أصبح من الواضح أنه لا يمكن الاعتماد على قوات الجيش الفيتنامي الجنوبي، فقد تراجع الكثير من الفلاحين عن القتال وسلموا أسلحتهم للفيت كونغ. سأل أحد الفلاحين الفيتناميين «لماذا يجب أن نموت من أجل الأسلحة؟».

## فشل البرنامج
على الرغم من محاولات حكومة نغو دينه ديم المستمرة لوضع فكرة إيجابية عن برنامج هاملت الاستراتيجي، إلا أنه بحلول منتصف عام 1963 كان من الواضح للكثيرين أن البرنامج قد فشل. انتقد المستشارون العسكريون الأمريكيون مثل جون بول فان البرنامج في تقاريرهم الرسمية. كما أعربوا عن قلقهم تجاه المراسلين الذين قد بدأوا في إجراء تحقيق عن كثب حول القرى. وفتحت تغطية ديفيد هالبرستام حول عيوب برنامج هاملت الاستراتيجي أعين الرئيس جون كينيدي.
تعرض برنامج هاملت الاستراتيجي إلى فشل شبه كامل في أعقاب الانقلاب الذي وقع في 1 نوفمبر 1963 والذي خلف مقتل الرئيس نغو دينه ديم وشقيقه نجو دنه نهو. واكتشف المسؤولون الأميركيون، أن 20٪ فقط من 8.600 قرية إستراتيجية التي أدعى نظام نغو دينه ديم بأنه «أكملها» لم تستوفي الحد الأدنى من المعايير الأمريكية للأمن والاستعداد. انتهى البرنامج رسميا في عام 1964. على أرض الواقع في فيتنام كان فشل البرنامج وزوالة واضحًا. بحلول نهاية عام 1963، أصبحت القرى فارغة، وتم تجريدها من المعادن الثمينة من قبل الفيت كونغ والفلاحين الفارين.
بعد سنوات، أعلن روجر هلسمان بأن إستراتيجية القرية الاستراتيجية قد تم تنفيذه بطريقة سيئة للغاية من قبل نظام نغو دينه ديم «لدرجة أنه كان عديم الفائدة.»

## اقرأ أيضاً
- حرب فيتنام
- مكافحة التمرد
- نغو دينه ديم